# Удбърн (град, Орегон)
Удбърн (на английски: Woodburn) е град в окръг Мариън, щата Орегон, САЩ. Удбърн е с население от 23355 жители (2008) и обща площ от 13,5 km². Намира се на 60 m надморска височина. ЗИП кодът му е 97071, а телефонният му код е 503/971.